# Delta IV Heavy
La Delta IV Heavy est un lanceur spatial lourd américain qui est resté en service de 2004 à 2024. Version la plus puissante de la famille de fusées Delta IV il avait une masse de 733 tonnes au décollage pour une hauteur de 72 mètres. Il était capable de placer 28,8 tonnes en orbite basse et 14,2 tonnes sur une orbite de transfert géostationnaire. Hormis quatre lancements, cette fusée a été utilisée pour placer en orbite les satellites les plus lourds de l'Agence de renseignement américaine NRO : les énormes satellites de reconnaissance optique KH-11 circulant sur une orbite basse et les satellites d'écoute électronique Advanced Orion (Mentor) circulant sur une orbite géosynchrone. Conçue par McDonnell Douglas (racheté en 1997 par Boeing) et commercialisée par l'United Launch Alliance (ULA), la Delta IV Heavy réalise son premier vol le 21 avril 2004. Très coûteuse (400 millions euros en 2023) et conçue pour lancer des charges utiles très spécifiques, la Delta IV Heavy était peu utilisée. Après 16 vols, dont un échec partiel pour son vol inaugural, elle est retirée du service le 9 avril 2024. 
Les Delta IV étaient l'ultime évolution de la famille de fusées Delta, dont le premier exemplaire fut développé dans les années 1950 sur la base du missile balistique Thor. La Delta IV Heavy était un des seuls lanceurs à être entièrement propulsé par des moteurs brûlant un mélange cryogénique d'hydrogène et d'oxygène liquide. Pour propulser son premier étage, elle utilisait un des moteurs les plus puissants jamais développé : le RS-68A de 314 tonnes de poussée. Jusqu'à l'arrivée de la fusée Falcon Heavy en 2018, la Delta IV Heavy était le seul lanceur capable de lancer les satellites les plus lourds de la NRO.
Pour remplacer la Delta IV Heavy, son constructeur ULA propose la version la plus puissante de son lanceur Vulcan. Cette fusée, développée pour remplacer les Atlas V et Delta IV,  a effectué son premier vol en 2024. Mais ce lanceur ne bénéficie plus du monopole de son prédécesseur car il doit arriver à s'imposer face à la Falcon Heavy de SpaceX et à la New Glenn de Blue Origin (à compter de 2024 ou 2025) qui, contrairement à la fusée Vulcan, sont partiellement réutilisables.

## Développement du lanceur

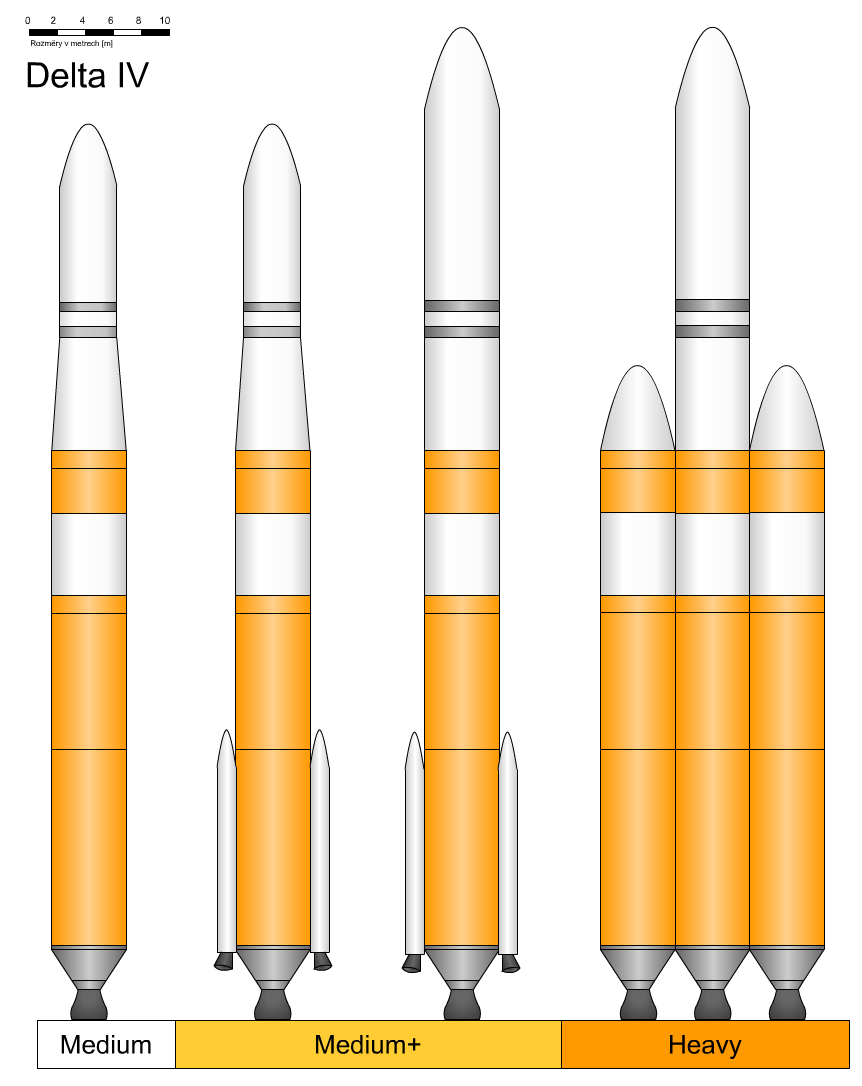
La famille des lanceurs Delta IV.

### Remplacement des lanceurs hérités du début de l'ère spatiale: le programme EELV (1995)
L'Armée de l'Air américaine décide de lancer en 1995 un appel d'offres (programme EELV) pour disposer d'une fusée qui doit remplacer l'ensemble des lanceurs moyens et lourds — Delta, Atlas et Titan IV — utilisés par les différentes agences gouvernementales (dont l'Armée de l'Air et la NASA) qui sont tous les descendants des premières fusées mises au point au début de l'ère spatiale. L'objectif est de disposer d'un lanceur moins coûteux, couvrant bien les besoins et offrant des interfaces standardisées pour l'intégration des satellites. La solution doit s'appuyer sur des solutions techniques à la fois avancées et éprouvées. Le futur lanceur désigné sous le sigle Evolved Expendable Launch Vehicle (EELV) et le dispositif de lancement (qui est inclus dans l'appel d'offres) doivent permettre d'abaisser les coûts en partie grâce à la reconquête du marché des satellites commerciaux. Mais le cahier des charges rend cet objectif difficilement tenable car les performances attendues ne permettent de toucher que 42 % du marché commercial.

### Sélection de la Delta IV et de l'Atlas V
L'Armée de l'Air veut disposer de deux lanceurs. Lockheed Martin et McDonnell Douglas (racheté en 1997 par Boeing dont la proposition avait été écartée) sont sélectionnés en 1996. Boeing/McDonnell Douglas propose une version complètement refondue de son lanceur Delta — la Delta IV — pour laquelle elle développe un nouveau moteur très puissant et cryogénique — le RS-68A d'une poussée de 314 t — alors que Lockheed Martin choisit d'équiper son lanceur Atlas V d'un moteur-fusée fourni par le principal fabricant de moteurs russe : le RD-180 de NPO Energomash,. Plusieurs versions de la Delta IV sont proposées pour couvrir les différents besoins. Le premier étage CBC peut comporter de manière optionnelle 2 ou 4 propulseurs d'appoint à propergol solide GEM-60 qui permettent de porter la charge utile respectivement à 8,1 et 11,5 tonnes. Pour reprendre le rôle du lanceur lourd Titan IV, une version encore plus puissante est proposée — la Delta VI Heavy — en flanquant le premier étage CBC de deux autres CBC, ce qui permet de porter la charge utile à 23 tonnes en orbite basse (dans la version initiale) et à 13 tonnes en orbite de transfert géostationnaire.

### Début opérationnel des Delta IV
Le lanceur Delta IV dans sa version medium fait ses débuts en novembre 2002 et la Delta IV Heavy en août 2004. Le vol inaugural de cette dernière est un échec partiel (le seul de toute cette famille). En 2006, Boeing et Lockheed Martin décident de créer un consortium — l'United Launch Alliance (ULA) — pour optimiser les coûts. Dans cet esprit, Boeing renonce à développer une version lourde de l'Atlas V qui viendrait concurrencer la Delta IV Heavy tandis que l'Atlas V est privilégié pour les lancements nécessitant une fusée de puissance moyenne. Pour répondre aux besoins de l'Armée de l'Air, une version plus puissante de la Delta IV Heavy est introduite en 2012 portant ses capacités en orbite basse à 28,8 tonnes. 

### Remise en question du monopole d'ULA et développement du lanceur Vulcan
Au début des années 2010, deux événements remettent en cause la position d'ULA sur le marché des lanceurs :
- L'apparition du concurrent, SpaceX, qui propose à des prix attractifs le lanceur moyen Falcon 9 et développe un lanceur lourd Falcon Heavy qu'il annonce vouloir commercialiser à un tarif qu'ULA ne peut égaler.
- Le lanceur Atlas V utilise pour son premier étage un moteur RD-180 très performant mais fourni par un constructeur russe. Le regain de tension entre les États-Unis et la Russie lié au conflit en Ukraine en 2014 s'est traduit par un embargo économique partiel. Dans ce contexte, le Congrès américain porte une appréciation négative sur le fait que le lancement de satellites jouant un rôle important dans la sécurité de la nation dépende d'un fournisseur russe.

À la suite de la certification de la Falcon 9 pour les lancements de satellites relevant de la sécurité nationale en 2015, les militaires américains renoncent à se fournir de manière exclusive auprès de ULA. ULA réagit à ces événements en lançant début 2015 le développement du nouveau lanceur Vulcan dont l'objectif est de rétablir sa compétitivité vis-à-vis de ses concurrents et de mettre fin à sa dépendance vis-à-vis de son fournisseur russe. La Falcon 9 décroche peu après cinq des six lancements des satellites de navigation GPS (premier lancement en 2018) qui relevaient jusque là du monopole de ULA. En mars 2018, plusieurs lancements pour la période 2019-2021 pour une valeur de 645 millions de dollars sont attribués aux lanceurs Falcon 9 et Atlas V. Désormais, le retrait de la version de moyenne puissance du lanceur Delta IV est programmé pour 2019 tandis que la version la plus puissante Delta IV Heavy continuera à être utilisée jusqu'au début des années 2020 pour lancer les satellites militaires les plus lourds en attendant son remplaçant par la fusée Vulcan.
Le dernier vol du lanceur Delta IV (version Delta Heavy), qui a lieu le 9 avril 2024, marque la fin des lanceurs Delta qui ont joué un rôle central dans le développement du programme spatial américain depuis 60 ans.

## Caractéristiques techniques

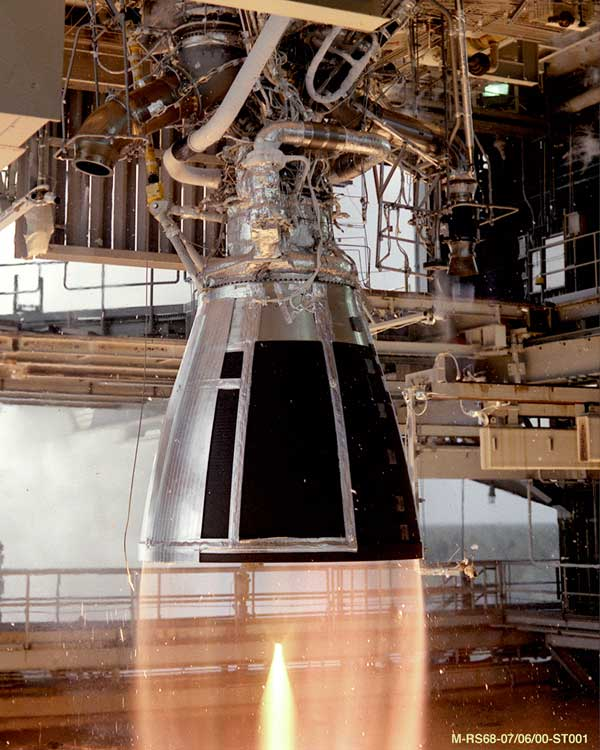
Le moteur-fusée RS-68A de 314 tonnes de poussée au sol est au cœur des performances du lanceur.

Le lanceur Delta IV Heavy a une masse au décollage de 733 tonnes pour une hauteur de 72 mètres. Dans sa version standard, il comporte deux étages. 

### Premier étage
Le premier étage est constitué d'un étage central CBC Common Booster Core central propulsé par un unique moteur-fusée RS-68, flanqué de deux CBC supplémentaires, faisant office de propulseurs d'appoints à ergols liquides à la place des propulseurs à propergol solide GEM-60 utilisés sur les versions Delta IV Medium+. Chaque étage CBC est haut de 40,8 mètres pour un diamètre de 5,1 mètres. Sa masse au décollage est de 226 tonnes (masse à vide de 28 tonnes). Le RS-68, qui le propulse, a été développé par Aerojet Rocketdyne spécifiquement pour ce lanceur (première mise à feu en 1998). C'est un moteur-fusée qui brûle des ergols cryogéniques (hydrogène et oxygène liquide). Sa poussée au sol est de 2891 kilonewtons (impulsion spécifique de 365 secondes) et de 3314 kilonewtons dans le vide (impulsion spécifique de 410 secondes). Contrairement au SSME qui propulsait la navette spatiale américaine et brûlait les mêmes ergols, les choix techniques visent avant tout la robustesse plutôt que les performances : cycle d'alimentation reposant sur un générateur de gaz, pression dans la chambre de combustion de 97 bars et rapport poids/poussée de 45,3. Le rapport de section de la tuyère est de 21,5. La poussée est modulable de 57 à 102%. Le contrôle de l'attitude est obtenu pour les mouvements de lacet et de tangage en modifiant l'orientation du moteur à l'aide vérins hydrauliques tandis que les mouvements de roulis sont obtenus en orientant la poussée des moteurs des deux CBC latéraux. 

### Deuxième étage

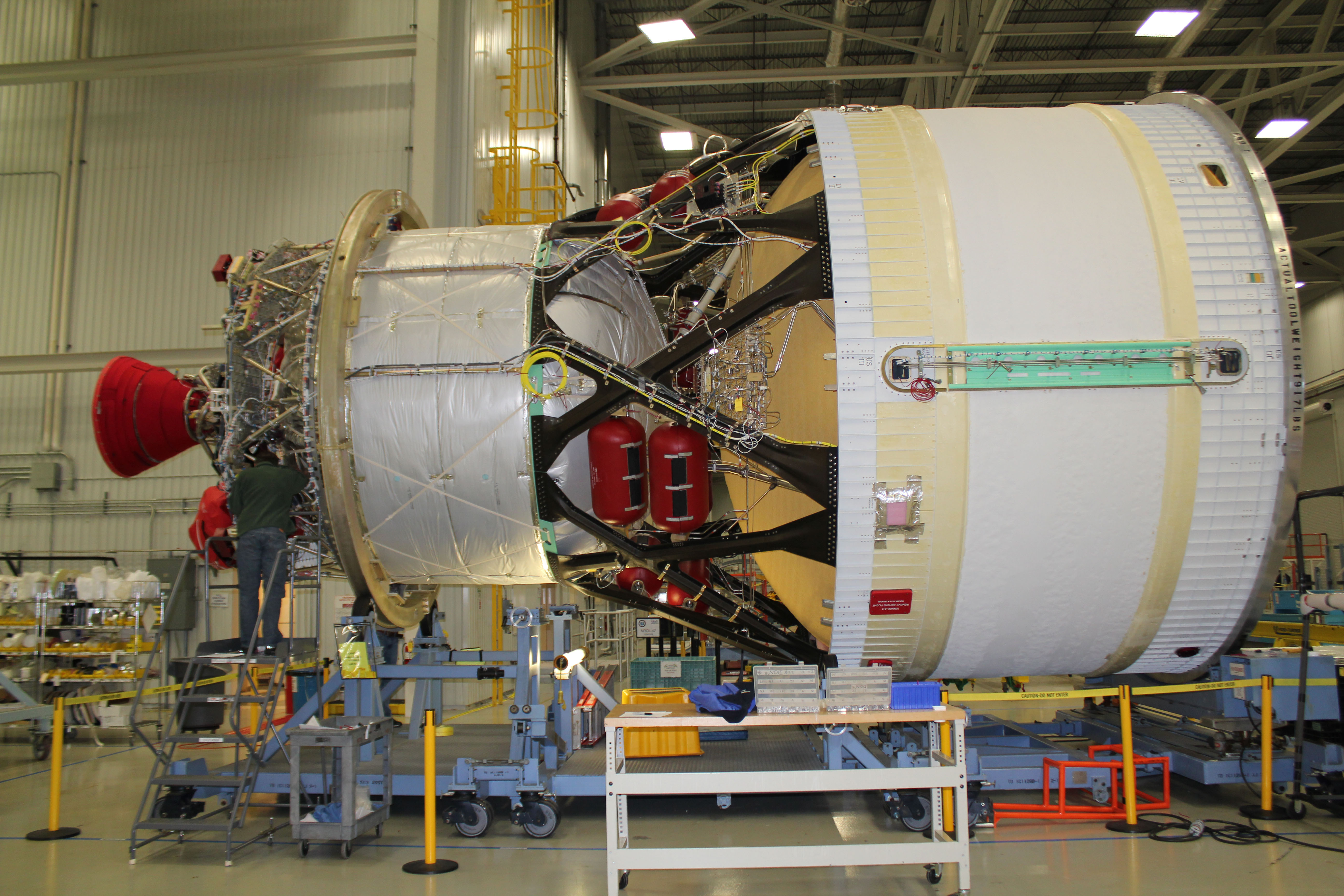
Le second étage est pratiquement identique au second étage du Space Launch System bloc 1 photographié ici.

Le second étage DCSS Delta Cryogenic Second Stage (DCSS) a un diamètre de 5 m pour une hauteur de 13,7 mètres. Sa masse au lancement est de 30,7 tonnes (masse à vide de 3,6 tonnes. Il est propulsé par un moteur RL-10B-2 d'une poussée de 110 kilonewtons (impulsion spécifique de 465,5 secondes) dont la première version est entré en service au début des années 1960. La tuyère qui est déployée en orbite a un rapport de section de 280. Le moteur peut être rallumé deux fois pour les manœuvres orbitales. La poussée est orientable grâce à des vérins électro-mécaniques agissant sur l'orientation de l'axe du moteur complété par de petits moteurs brûlant de l'hydrazine. Le réservoir d'oxygène est pressurisé avec de l'oxygène tandis que celui d'hydrogène est pressurisé avec les gaz de combustion produit par le moteur-fusée.

### Troisième étage optionnel
Un troisième étage à propergol solide Star 48B peut être utilisé. Cet étage est stabilisé par mise en rotation.

### Coiffe

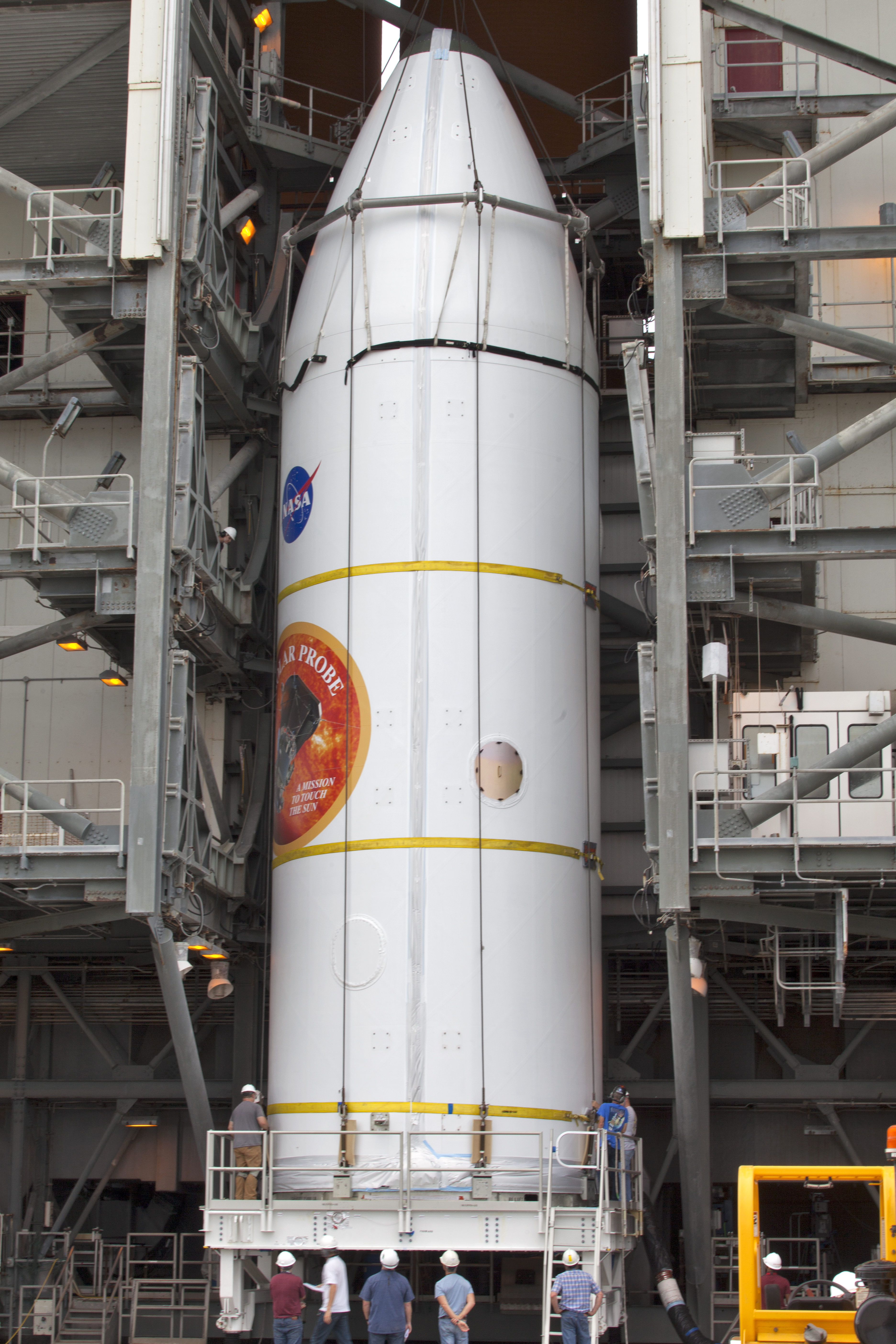
La coiffe encapsulant l'observatoire solaire Parker. Les personnes présentent sur la photo mettent en évidence sa taille imposante.

Deux modèles de coiffe de 5 mètres de diamètre sont proposées : une coiffe en composite d'une hauteur de 19,1 mètres et une coiffe métallique héritée de la Titan IV de 19,8 mètres.

## Performances
Dans sa première version, les capacités de lancement de la Delta IV étaient les suivantes : 
- Orbite terrestre basse : 23 040 kg ;
- Orbite de transfert géostationnaire : 13 130 kg ;
- Orbite géostationnaire : 6 275 kg

Les performances du lanceur ont été améliorées en cours de vie du lanceur pour répondre aux besoins de la NRO. Les capacités en orbite basse augmentent d'environ 4 tonnes notamment par l'amélioration de la poussée du moteur-fusée RS-68A qui passe de  kilonewtons (impulsion spécifique de 412 secondes) à 3137 kilonewtons (impulsion spécifique de 412 secondes). Les performances du lanceur Delta IV dans la dernière version commercialisée sont les suivantes :
- Orbite terrestre basse (200 km × 28,7°) : 28 370 kg ;
- Orbite terrestre basse polaire (200 km × 90,0°) : 23 560 kg ;
- Orbite terrestre basse ISS (407 km × 51,6°) : 25 980 kg ;
- Orbite de transfert géostationnaire (35 786 km × 185 km × 27,0°) : 14 210 kg ;
- Orbite géostationnaire (35 786 km × 0,0°) : 6 580 kg.

## Installations de lancement
Le lanceur Delta Heavy pouvait être tiré depuis deux bases de lancement : Cape Canaveral sur la côte est des États-Unis (11 tirs) et Vandenberg sur la côte ouest (4 tirs), :
- sur le site de Cape Canaveral, le lanceur utilisait le pas de tir 37B du complexe de lancement 37 édifié pour les lancements des fusées Saturn I et IB. Ce site est utilisé pour les lancements dont l'azimut est compris entre 42 et 110° (le plus souvent 95°)
- sur le site de Vandenberg, le lanceur utilisait le complexe de lancement 6 créé initialement pour les lancements militaires de la fusée Titan III puis pour des tirs de la navette spatiale américaine. Dans les deux cas, les installations furent édifiées mais ne furent jamais utilisées à la suite de l'abandon des missions prévues pour ce site. Cette base est utilisée pour les lancements dont l'azimut est compris entre 151 et 210° (orbite polaire).

## Déroulement d'un lancement

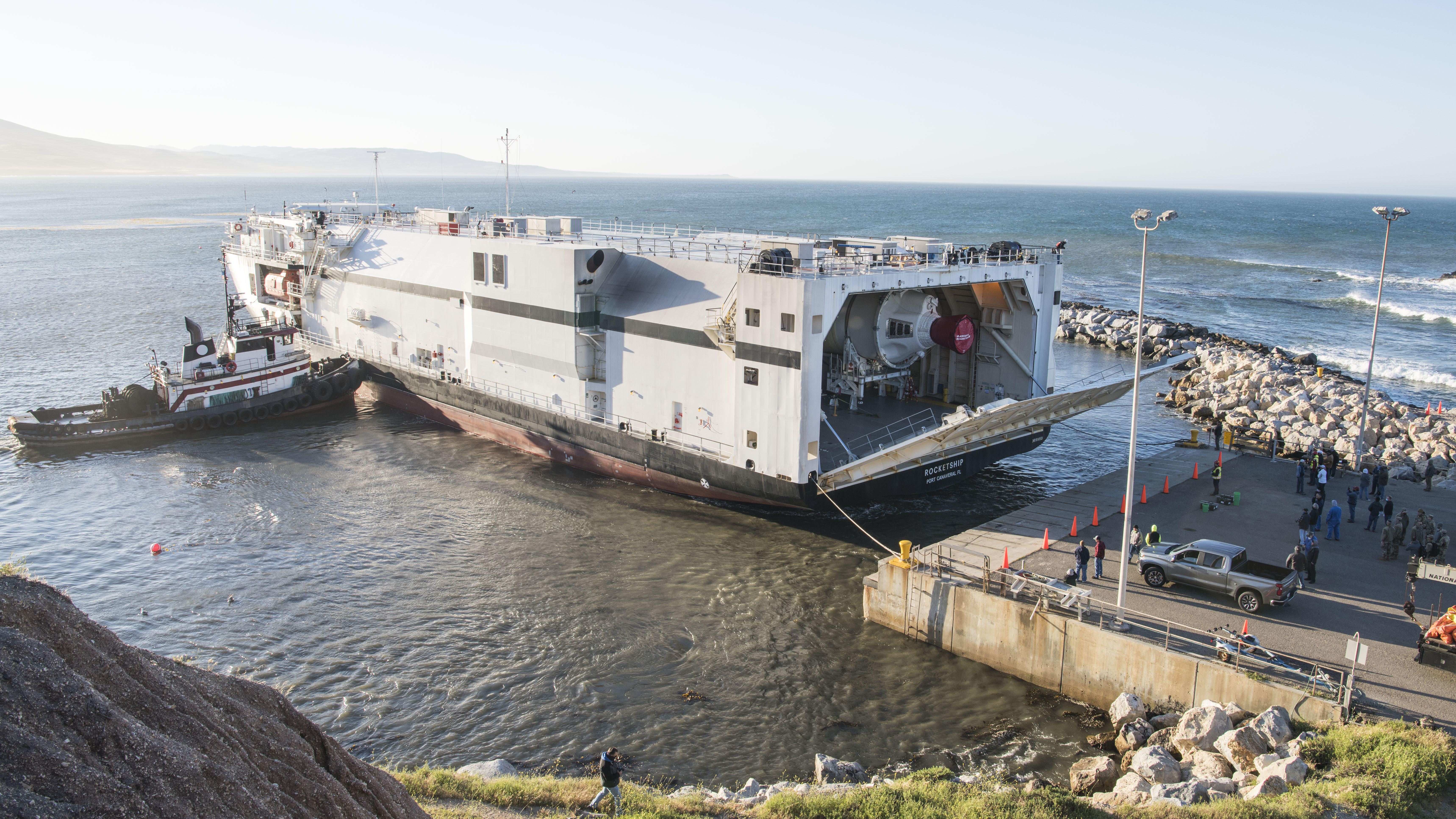
Le navire RocketShip ULA transportant les trois composants du premier étage abaisse sa rampe de débarquement à Vandenberg.

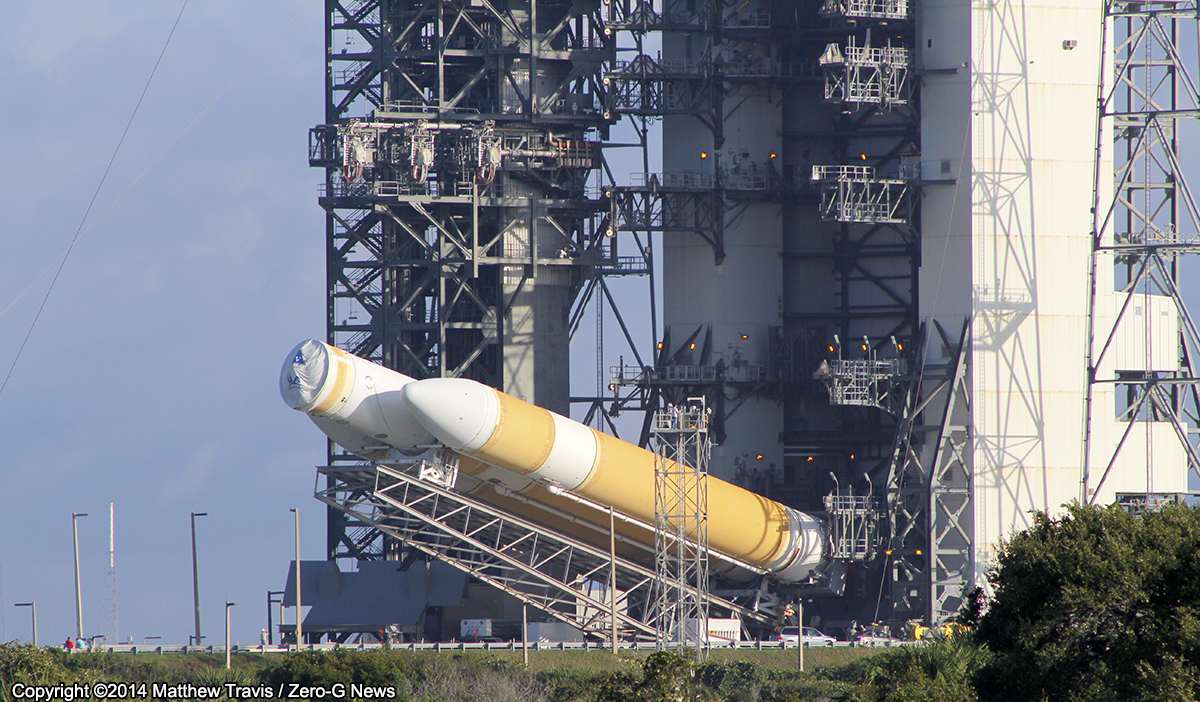
Érection du lanceur pour le placer dans son bâtiment d'assemblage.

Au lancement, les trois moteurs sont poussés à leur puissance maximum (102 %). 47 secondes après le lancement (t0 + 47 s), la poussée de l'étage CBC est réduite à 54,5 %. La pression dynamique sur le corps de la fusée (max Q) est maximale à t0 + 82 s alors que le lanceur a atteint une vitesse de 0,47 km/s et une altitude de 11 kilomètres. Au bout de 240 secondes, la puissance des deux CBC latéraux est ramenée à 58 % pour ne pas dépasser les 5 g d'accélération. Deux secondes plus tard, leurs moteurs sont éteints et trois secondes plus tard, ils sont largués. La poussée du premier étage est alors accrue et à t0 + 251 s elle atteint 108,5 %. Le lanceur atteint des couches moins denses de l'atmosphère, ce qui permet le largage de la coiffe à t0 + 275 s. L'extinction du premier étage est déclenché à t0 + 328 s alors que la vitesse de la fusée atteint 6,11 km/s et son altitude 185 km. Le premier étage est largué 6 secondes plus tard et le moteur du deuxième étage est mis à feu à t0 + 347 s. Pour placer un satellite en orbite de transfert géostationnaire, une deuxième séquence propulsive est nécessaire : la propulsion est d'abord coupée à t0 + 968 s alors que l'altitude est de 509 km et la vitesse atteint 7,53 km/s puis le moteur est rallumé à t0 + 4025 s avant d'être coupé une seconde fois à t0 + 4528 s. Le lanceur qui est situé à une altitude de 411 km et a une vitesse orbite de 10,06 km/s, circule désormais sur une orbite elliptique dont l'apogée est situé à 36 000 km d'altitude. Une troisième mise à feu optionnelle réalisée 6 heures plus tard permet la circularisation de l'orbite si le satellite ne dispose pas d'un moteur d'apogée permettant son positionnement sur une orbite géostationnaire.  
Durant le lancement, les télémesures sont transmises aux stations au sol via le réseau de satellites relais en orbite géostationnaire TDRS.

### Particularité de l'allumage
Une des particularités de la Delta IV Heavy est son allumage. Pour initier la combustion, de l'hydrogène est injecté en surplus dans la chambre de combustion et s'échappe par les tuyères. Étant plus léger que l'air ambiant, l'hydrogène forme un nuage une fois sortie des tuyères et entame une ascension verticale le long des parois de la fusée. Lorsque la combustion est enclenchée, l'hydrogène prend feu, et la flamme se propage tout le long du nuage d'hydrogène le long de la fusée. Celle-ci est alors recouverte partiellement de flammes pendant quelques secondes.

## Remplacement
Trois lanceurs disposent d'une capacité au moins équivalente à celle de la Delta Heavy et sont donc susceptibles de reprendre les missions les plus lourdes prises en charge jusque là par cette fusée : 
- La fusée Falcon Heavy de SpaceX,
- Le lanceur Vulcan développé par ULA,
- Le lanceur New Glenn de Blue Origin.

L'United States Space Force, organisation chargée de sélectionner les fournisseurs des lancements, devraient préciser courant 2024 les lanceurs retenus pour les 49 missions prévues au cours de la décennie 2026-2035 (seules une partie de ces missions nécessitent la capacité d'un lanceur de la puissance de la Delta Heavy).
Avec le retrait du lanceur Delta IV, les deux complexes de lancement qu'utilisait cette famille de lanceurs sont repris par la société SpaceX. Le site de Vandenberg est utilisé pour les tirs de ses lanceurs Falcon 9 et de Falcon Heavy tandis que le site de Cape Canaveral sera utilisé pour les lancements des Super Heavy/Starship.

## Historique des lancements

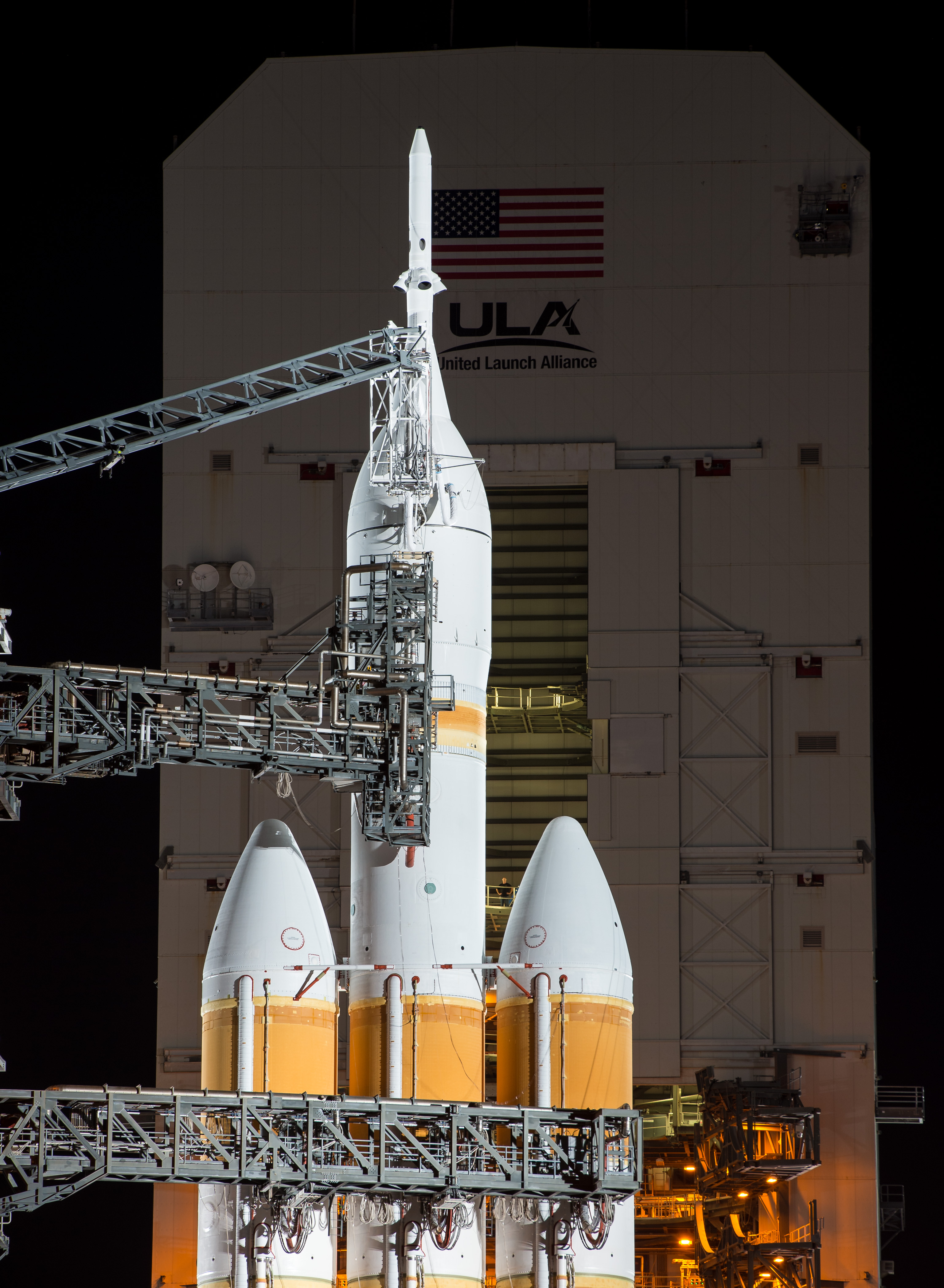
Gros plan sur les passerelles de la tour de service mobile et le vaisseau spatiale Orion surmonté par sa tour de sauvetage (2014).

Hormis quatre lancements, ce lanceur a été utilisé uniquement pour placer en orbite les satellites de l'agence de renseignement américaine NRO les plus lourds : les énormes satellites de reconnaissance optique KH-11 circulant sur une orbite basse et les satellites d'écoute électronique Advanced Orion (Mentor) circulant sur une orbite géosynchrone et équipés d'une antenne parabolique dont le diamètre est estimé à 100 mètres. Les quatre exceptions sont la charge utile inerte du vol inaugural, l'observatoire solaire Parker de la NASA, le prototype du vaisseau spatial Orion également de la NASA et le satellite d'alerte précoce DSP-23 (dernier satellite de cette série). La version améliorée du lanceur (V2) est utilisée pour la première fois en 2012 mais elle ne s'impose qu'à partir de 2016. Le dernier vol du lanceur, qui a lieu le 9 avril 2024, marque la fin des lanceurs Delta qui ont joué un rôle central dans le développement du programme spatial américain depuis 60 ans.  

### Vol inaugural (2004)
Le premier lancement de la Delta IV Heavy le 21 décembre 2004 est un échec partiel, la charge utile n'atteignant pas l'orbite visée. L'enquête montre qu'un phénomène de cavitation dans le système d'alimentation en oxygène liquide a provoqué l'arrêt prématuré des moteurs des propulseurs d'appoint et du premier étage, sans que le second étage ne puisse compenser le manque de vitesse résultant. La première charge utile opérationnelle de la Delta IV Heavy est le satellite de reconnaissance DSP-23, lancé avec succès le 10 novembre 2007. Elle lance sept autres satellites de reconnaissance de type Advanced Orion et KH-11 pour le National Reconnaissance Office. 

### Lancement du prototype du vaisseau Orion (2014)
Le véhicule spatial Orion est lancé pour la première fois par une Delta IV Heavy lors de l'Exploration Flight Test 1 le 5 décembre 2014. Le vaisseau de 21 tonnes effectue deux orbites autour de la Terre avec une altitude maximale de 5 800 km. 

### Lancement de l'observatoire solaire Parker (2018)
La sonde Parker est lancée le 12 août 2018 par une Delta IV Heavy équipée pour l'occasion d'un troisième étage à propergol solide Star 48BV, permettant de fournir la vitesse nécessaire pour placer l’observatoire sur une orbite dont le périhélie est très proche du Soleil.

### Dernière commande de la NRO
L'USAF et la NRO commandent pour 2,2 milliards de dollars les cinq derniers lancements de la Delta IV Heavy, prévus de 2020 à 2024. Son dernier vol a finalement lieu le 9 avril 2024 et marque le 389e et dernier vol d'un lanceur de la famille Delta, après 64 ans de service. 
| #  | Version                                                                                                   | Date              | Base de lancement | Charge utile                 | Masse     | Type satellite                      | Orbite         | Résultat      |
| -- | --- | ----------------- | ----------------- | ---------------------------- | --------- | ----------------------------------- | -------------- | ------------- |
| 1  | V1 | 21 décembre 2004  | Cape Canaveral    | DemoSat (en)                 | 6 020 kg  | Démonstrateur                       | Géosynchrone   | Échec partiel |
| 1  | L'orbite atteinte était inférieure à celle prévue en raison d'une mauvaise performance de l'étage central |                   |                   |                              |           |                                     |                |               |
| 2  | V1 | 10 novembre 2007  | Cape Canaveral    | DSP-23                       | 5 250 kg  | Satellite de reconnaissance optique | Géosynchrone   | Succès        |
| 3  | V1 | 17 janvier 2009   | Cape Canaveral    | Orion 6 (USA-202 / NROL-26)  | Classifié | Satellite d'écoute électronique     | Géosynchrone   | Succès        |
| 4  | V1 | 21 novembre 2010  | Cape Canaveral    | Orion 7 (USA-223 / NROL-32)  | Classifié | Satellite d'écoute électronique     | Géosynchrone   | Succès        |
| 5  | V1 | 20 janvier 2011   | Vandenberg        | KH-11-15 (USA-224 / NROL-49) | 17 000 kg | Satellite de reconnaissance optique | LEO            | Succès        |
| 6  | V2 | 29 juin 2012      | Cape Canaveral    | Orion 8 (USA-237 / NROL-15)  | Classifié | Satellite d'écoute électronique     | Géosynchrone   | Succès        |
| 7  | V1 | 28 août 2013      | Vandenberg        | KH-11-16 (USA-245 / NROL-65) | 17 000 kg | Satellite de reconnaissance optique | LEO            | Succès        |
| 8  | V1 | 5 décembre 2014   | Cape Canaveral    | Orion                        | ~21 t     | Exploration Flight Test 1           | MEO            | Succès        |
| 8  | Premier vol prévu sans équipage du véhicule spatial Orion                                                 |                   |                   |                              |           |                                     |                |               |
| 9  | V2 | 11 juin 2016      | Cape Canaveral    | Orion 9 (USA-268 / NROL-37)  | Classifié | Satellite d'écoute électronique     | Géosynchrone   | Succès        |
| 10 | V2 | 12 août 2018      | Cape Canaveral    | Parker Solar Probe           | 685 kg    | Observatoire solaire spatial        | Héliocentrique | Succès        |
| 10 | Sonde spatiale américaine ayant pour objectif d'étudier la couronne solaire                               |                   |                   |                              |           |                                     |                |               |
| 11 | V2 | 19 janvier 2019   | Vandenberg        | KH-11-17 (USA-290 / NROL-71) | Classifié | Satellite de reconnaissance optique | LEO            | Succès        |
| 12 | V2 | 11 décembre 2020  | Cape Canaveral    | Orion 10 (USA-311 / NROL-44) | Classifié | Satellite d'écoute électronique     | GEO            | Succès        |
| 13 | V2 | 26 avril 2021     | Vandenberg        | KH-11-18 (USA-314 / NROL-82) | 19 000 kg | Satellite de reconnaissance optique | SSO            | Succès        |
| 14 | V2 | 24 septembre 2022 | Vandenberg        | KH-11-19 (USA-338 / NROL-91) | Classifié | Satellite de reconnaissance optique | LEO            | Succès        |
| 14 | Dernier vol de Delta IV Heavy depuis Vandenberg                                                           |                   |                   |                              |           |                                     |                |               |
| 15 | V2 | 22 juin 2023      | Cape Canaveral    | Orion 11 (USA-345 / NROL-68) | Classifié | Satellite d'écoute électronique     | Géosynchrone   | Succès        |
| 16 | V2 | 9 avril 2024      | Cape Canaveral    | Orion 12 (NROL-70)           | Classifié | Satellite d'écoute électronique     | Géosynchrone   | Succès        |
| 16 | Dernier vol du lanceur Delta IV Heavy ainsi que le 389e et dernier vol d'une fusée de la famille Delta    |                   |                   |                              |           |                                     |                |               |

## Galerie

La lanceur Delta IV de l'assemblage au décollage
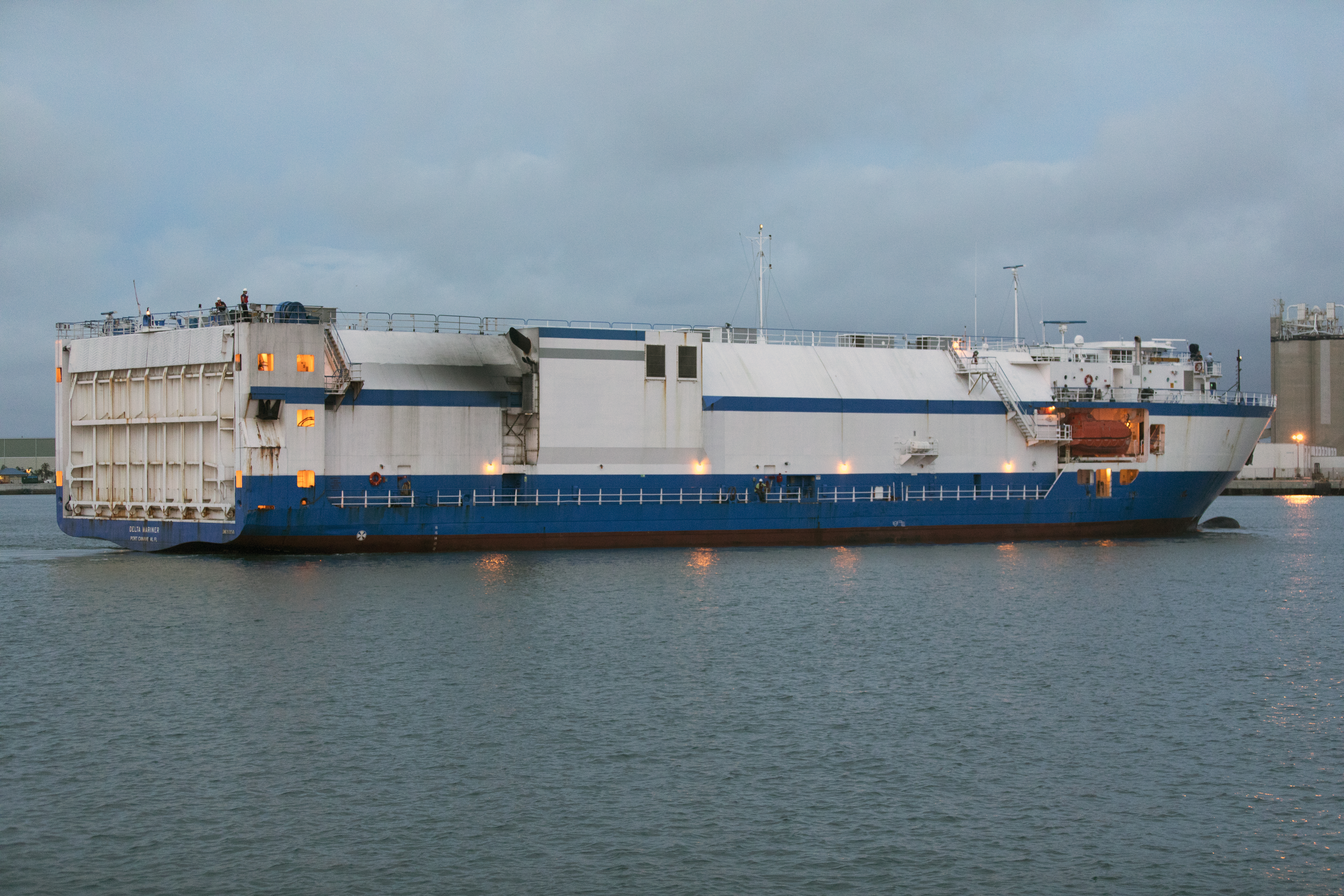
Le navire Mariner de ULA transportant les éléments du lanceur Delta IV arrive à Cape Canaveral.
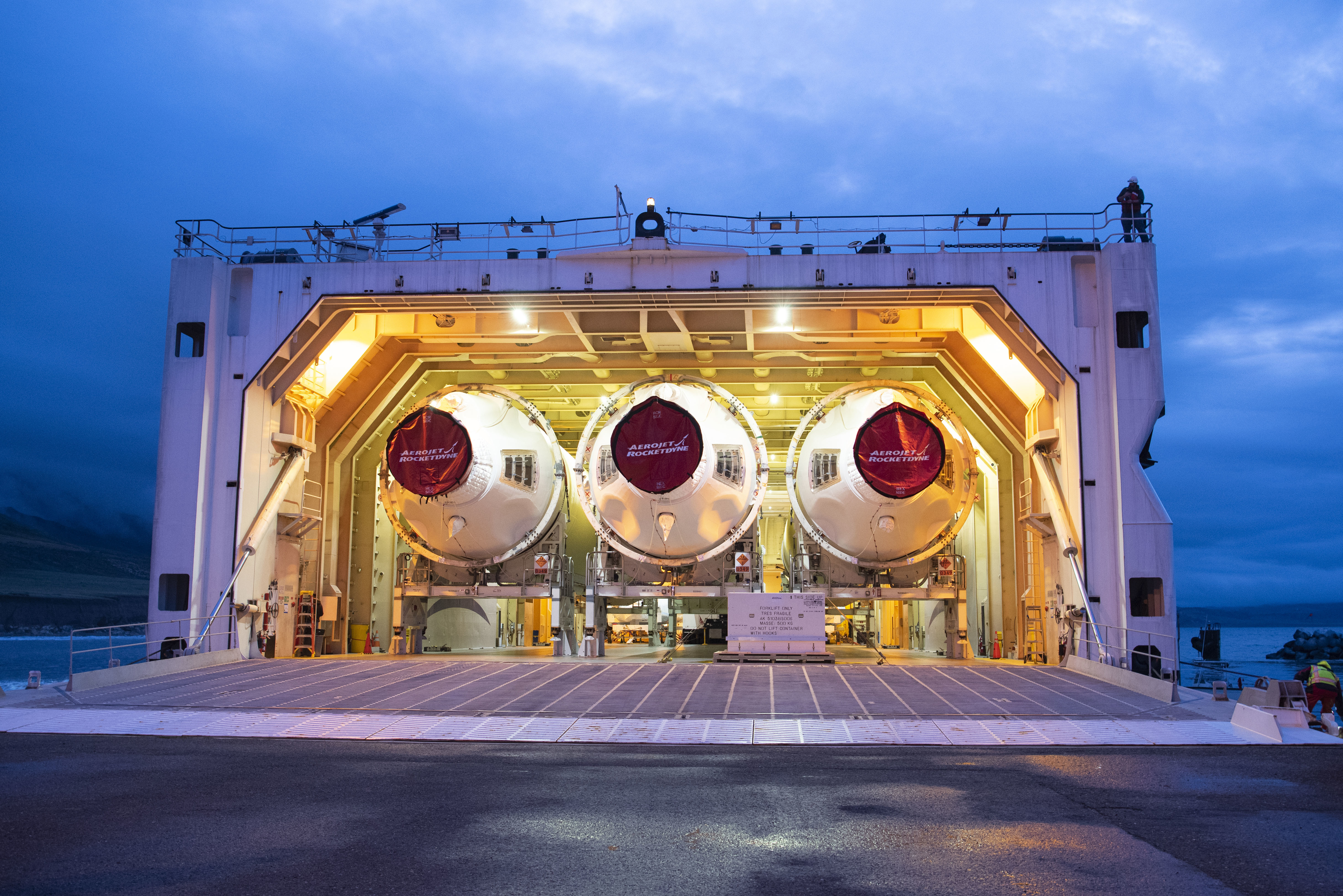
Les trois composants du premier étage transportés par le navire RocketShip sur le point d'être débarqués à Vandenberg.
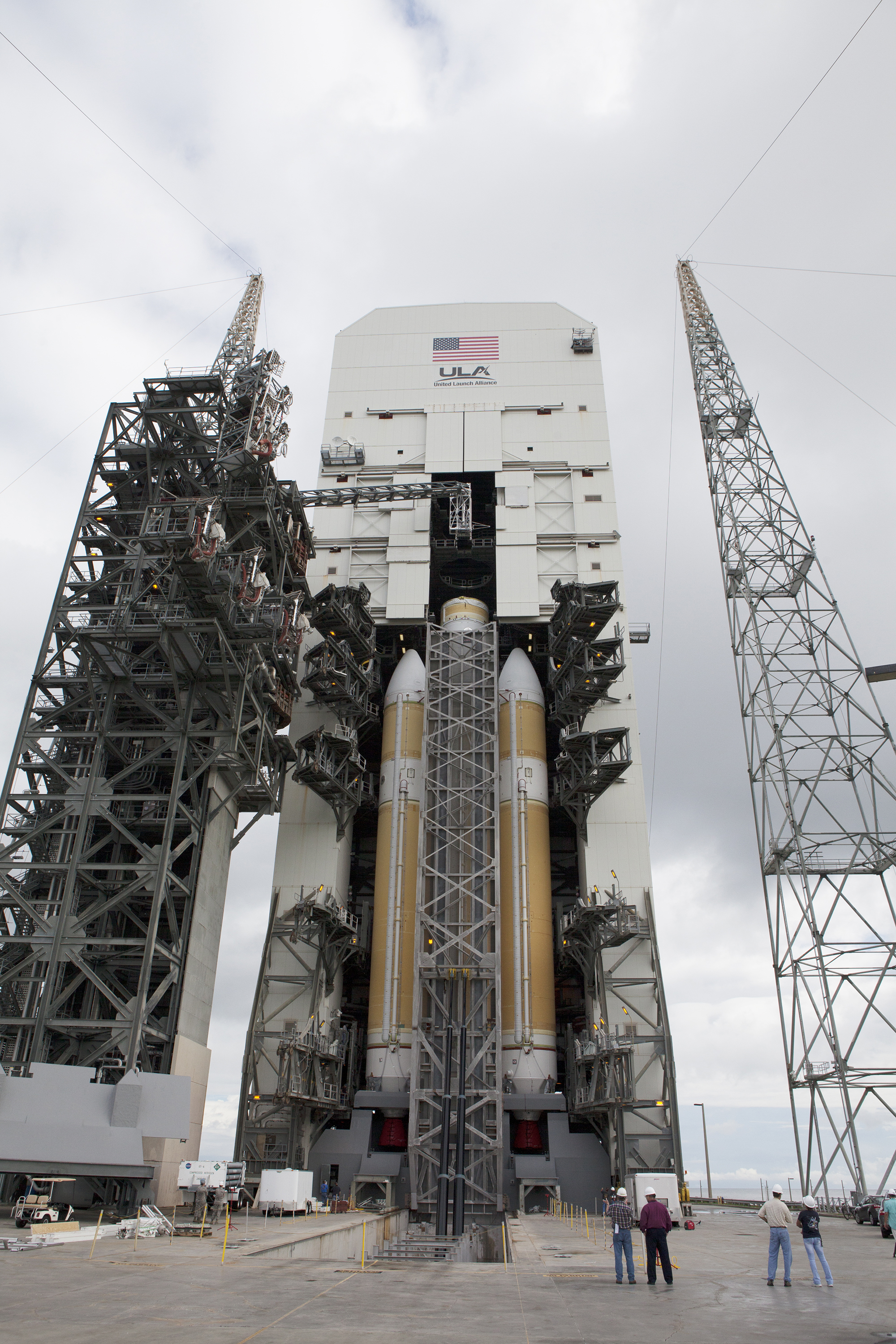
Le lanceur dans son bâtiment d'assemblage.
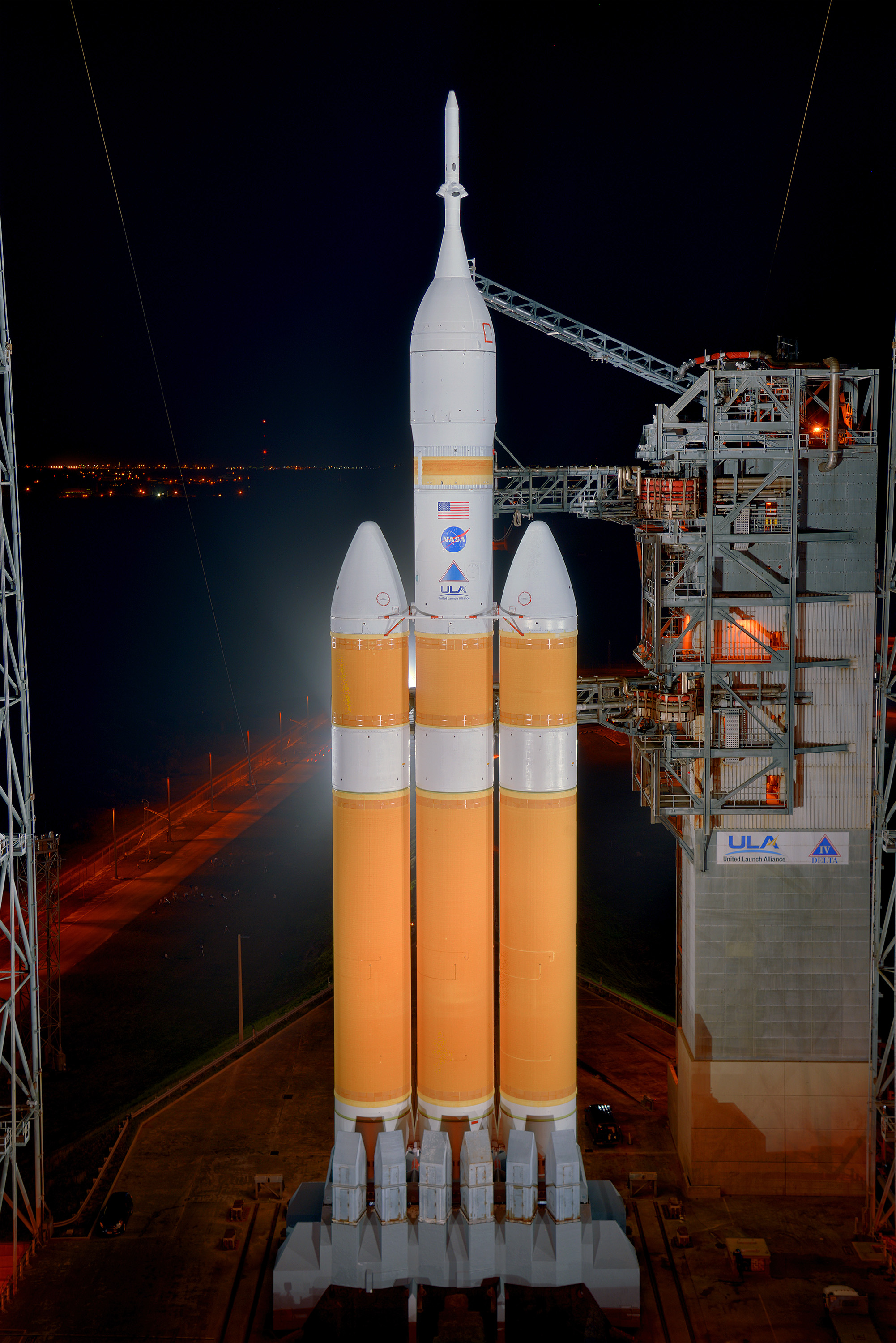
Les passerelles de la tour de service mobile permettent l'accès à des points stratégiques du lanceur juste avant son lancement.
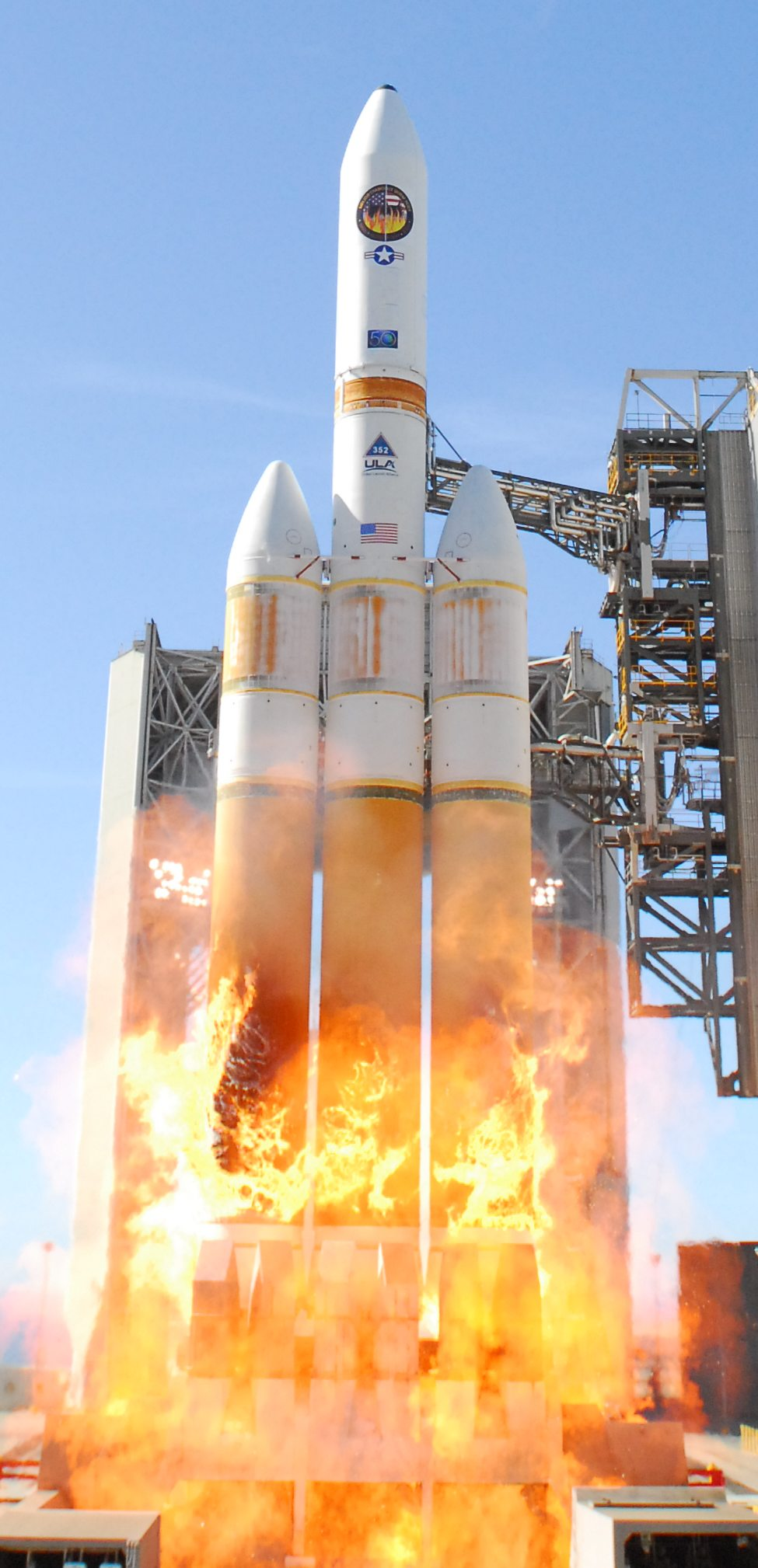
Décollage du lanceur entouré des flammes dues à l'hydrogène expulsé par les moteurs avant leur mise à feu.
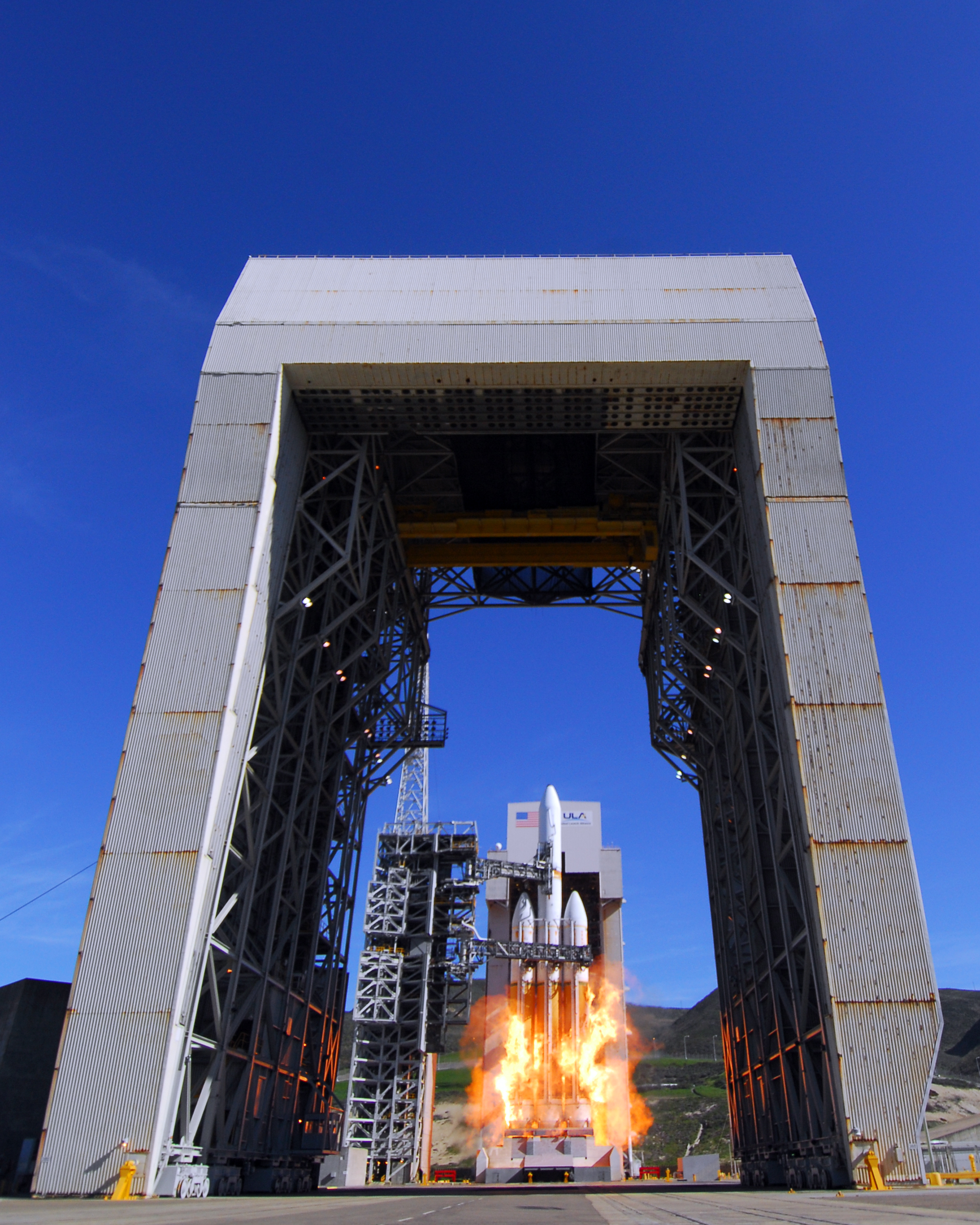
Décollage.

### Documents de référence
- (en) United Launch Alliance, Delta IV Launch Services User’s Guide, juin 2013, 293 p. (lire en ligne)